# Hof ter Geesten
Het Hof ter Geesten is een kasteeldomein in de tot de Oost-Vlaamse gemeente Dendermonde behorende plaats Grembergen, gelegen aan de Dokter Haekstraat 35-37.

## Geschiedenis
De geschiedenis van het Hof ter Geesten gaat terug tot de 18e eeuw. In 1727 zou het bewoond geweest zijn door Karel-Philip le Clercq, die hoofdschepen was van Dendermonde. Vervolgens zou het eigendom geweest zijn van de familie Gillard van Nieuwvelde. Het domein zou omgracht zijn geweest en een opperhof en neerhof gekend hebben. Het hoofdgebouw had een T-vormige plattegrond.
Begin 19e eeuw woonde er Karel De Smet-Liénart die president was van de rechtbank te Dendermonde. 
In 1807 werd het domein aangekocht door Jozef Ferdinand de Waepenaert de Kerrebrouck (1783-1867), zoon van Karel de Wapenaert de Kerrebrouck, en vader van Raymond-Jan de Waepenaert de Kerrebrouck, die later burgemeester van Grembergen werd. Jozef-Ferdinand verfraaide het landhuis en breidde het domein errond uit. Hij verkocht het domein in de vroege jaren '30 van de 19de eeuw.
Vermoedelijk werd in 1838 het landhuis vergroot.
De bedrijfsgebouwen van het neerhof werden omstreeks 1844 gesloopt en daarvoor in de plaats kwamen uiteindelijk twee gebouwen. In 1901 werd een bakhuis gebouwd. De woning van de pachthoeve werd in 1953 vervangen door een villa. In 2001 werden de stallen gesloopt.

## Gebouw
Het landhuis is gebouwd in neoclassicistische stijl met enkele late empire-stijlkenmerken. Het omringende park werd vermoedelijk ook omstreeks 1838 aangelegd. In het park vindt men onder meer een theekoepel en een Lourdesgrot. Verder vindt men er een aantal merkwaardige bomen.